# Rui Oliveira
Rui Felipe Alves Oliveira (* 5. September 1996 in Vila Nova de Gaia) ist ein portugiesischer Radsportler, der auf Bahn und Straße aktiv ist. 2024 wurde er gemeinsam mit Iúri Leitão Olympiasieger im Zweier-Mannschaftsfahren.

## Sportlicher Werdegang
Rui Oliveira stammt aus einer radbegeisterten Familie: Sein 13 Jahre älterer Bruder Hélder ist aktiver Radsportler wie auch sein Zwillingsbruder Ivo.
2013 wurde Oliveira europäischer Vize-Meister der Junioren im Scratch. In derselben Disziplin errang er den portugiesischen Junioren-Titel im Scratch und belegte im Sprint Rang drei. Im Jahr darauf errang er je eine Bronzemedaille bei den Bahn-Weltmeisterschaften der Junioren im Scratch sowie im Zweier-Mannschaftsfahren (mit seinem Bruder Ivo) sowie den Bahn-Europameisterschaften der Junioren im Scratch. Im selben Jahr wurde er dreifacher portugiesischer Meister, im Sprint, im Teamsprint (mit Ivo Oliveira und Predo Preto) und in der Mannschaftsverfolgung (mit Ivo Oliveira, Predo Preto und Rodrigo Rocha). Portugiesische Medien feierten die Zwillinge Oliveira daraufhin als „doppeltes Wunder“.
2016 errang Rui Oliveira den portugiesischen Meistertitel im Keirin, im 1000-Meter-Zeitfahren und in der Einerverfolgung wurde er jeweils Vize-Meister hinter seinem Bruder Ivo. Im Jahr darauf wurde er U23-Europameister im Ausscheidungsfahren, bei der EM der Elite errang er Bronze in derselben Disziplin.
2018 belegte Oliveira bei den Bahn-Europameisterschaften Rang zwei im Ausscheidungsfahren. Gemeinsam mit seinem Bruder Ivo wurde er nationaler Meister im Zweier-Mannschaftsfahren und zudem U23-Meister im Straßenrennen. Bei den Bahnradsport-Europameisterschaften 2020 errang er mit seinem Bruder Ivo Silber im Zweier-Mannschaftsfahren. 2021 wurde er Europameister im Scratch und errang mit Iúri Leitão Bronze im Zweier-Mannschaftsfahren. 2023 wurde er nationaler Vize-Meister im Straßenrennen, hinter seinem Bruder Ivo. Bei den Olympischen Spielen 2024 in Paris gewann er gemeinsam mit Iúri Leitão die Goldmedaille im Madison.

## Erfolge

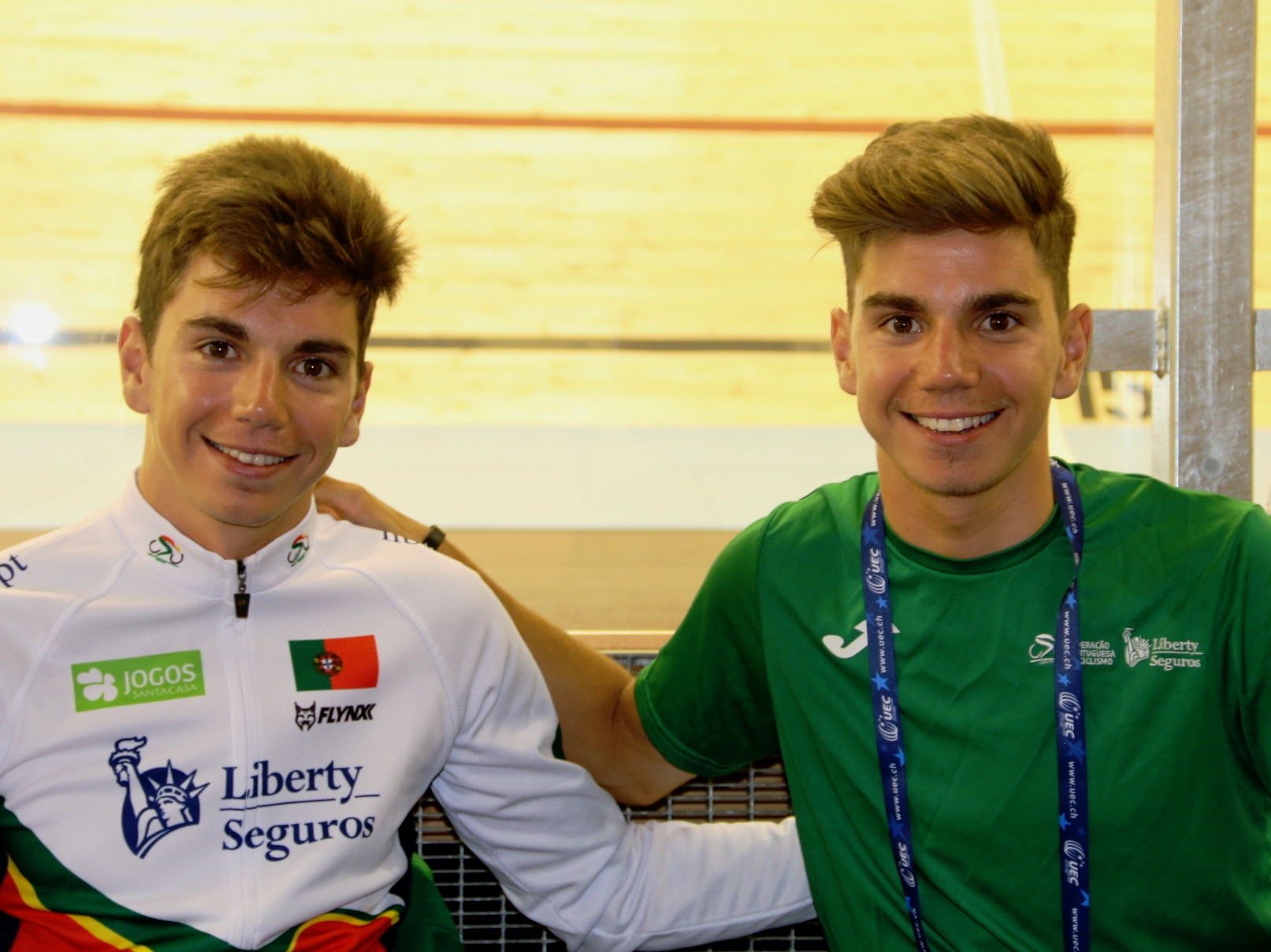
Rui Oliveira (r.) und sein Zwillingsbruder Ivo (2017)

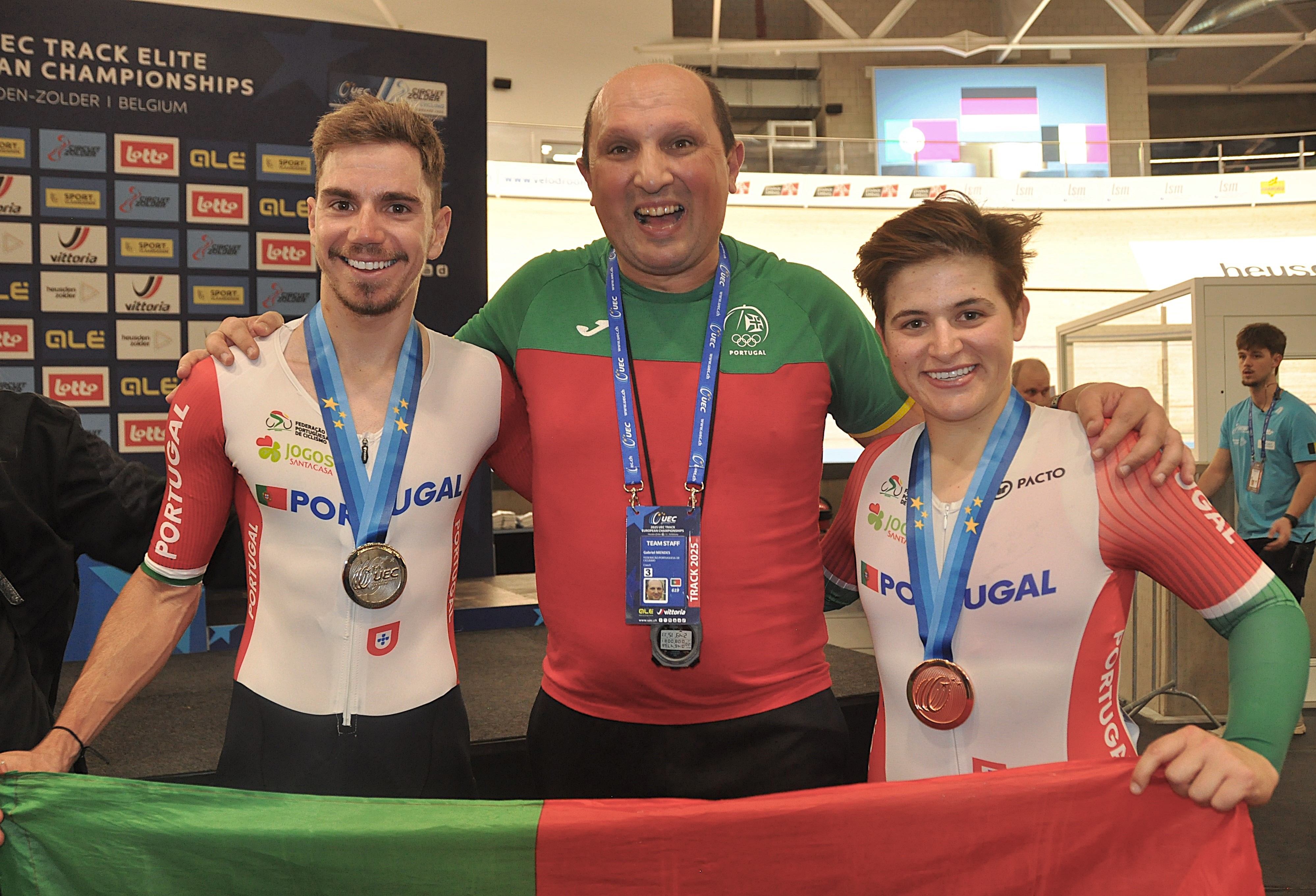
Oliveira (Silber im Ausscheidungsfahren) mit Betreuer Gabriel Mendes und Maria Martins (EM-Bronze im Scratch)

### Bahn
2013
- Junioren-Europameisterschaft – Scratch
- Portugiesischer Junioren-Meister – Scratch

2014
- Junioren-Bahnweltmeisterschaften – Scratch, Zweier-Mannschaftsfahren (mit Ivo Oliveira)
- Junioren-Europameisterschaft – Scratch
- Portugiesischer Junioren-Meister – Sprint, Teamsprint (mit Ivo Oliveira und Pedro Preto), Mannschaftsverfolgung (mit Ivo Oliveira, Pedro Preto und Rodrigo Rocha)

2016
- Portugiesischer Meister – Keirin

2017
- Europameisterschaft – Ausscheidungsfahren
- Europameister (U23) – Ausscheidungsfahren

2018
- Europameisterschaft – Ausscheidungsfahren
- Portugiesischer Meister – Zweier-Mannschaftsfahren (mit Ivo Oliveira)

2019
- Portugiesischer Meister – Omnium, Zweier-Mannschaftsfahren (mit João Matias)

2020
- Europameisterschaft – Zweier-Mannschaftsfahren (mit Ivo Oliveira)

2021
- Europameister – Scratch
- Europameisterschaft – Zweier-Mannschaftsfahren (mit Iúri Leitão)

2023
- Europameisterschaft – Ausscheidungsfahren
- Portugiesischer Meister – Ausscheidungsfahren, Omnium, Madison (mit Ivo Oliveira)

2024
- Olympische Spiele – Zweier-Mannschaftsfahren (mit Iúri Leitão)

2025
- Portugiesischer Meister – Punktefahren, Ausscheidungsfahren, Zweier-Mannschaftsfahren (mit João Matias)
- Europameisterschaft – Ausscheidungsfahren
- Europameisterschaft – Zweier-Mannschaftsfahren (mit Ivo Oliveira)

### Straße
2018
- Portugiesischer Meister – Straßenrennen (U23)

2025
- eine Etappe Slowenien-Rundfahrt

## Grand Tour-Platzierungen
| Grand Tour            | 2020 | 2021 | 2022 | 2023 | 2024 | 2025 |
| --------------------- | ---- | ---- | ---- | ---- | ---- | ---- |
| Giro d’ItaliaGiro     | –    | –    | 141  | –    | 121  | –    |
| Tour de FranceTour    | –    | –    | –    | –    | –    | –    |
| Vuelta a EspañaVuelta | 119  | 74   | –    | 148  | –    |      |